# Strategische Umweltprüfung
Die Strategische Umweltprüfung (kurz SUP) oder auch „Plan-Umweltprüfung“ (kurz: Plan-UP) – missverständlich auch Strategische Umweltverträglichkeitsprüfung oder Plan-Umweltverträglichkeitsprüfung genannt – ist ein Verfahren, mit dem die Umweltaspekte bei strategischen Planungen und dem Entwurf von Programmen untersucht werden.
Typische Anwendungsfälle sind Regionalentwicklungspläne, Bauleitpläne, Verkehrskonzepte, Abfallwirtschaftspläne, Energiekonzepte, Tourismusprogramme etc.
Die SUP geht auf die EG-Richtlinie (2001/42/EG) über die Prüfung der Umweltauswirkungen bestimmter Pläne und Programme zurück.

## Geschichte und Ziel
Die SUP ist im Zusammenhang mit der (Projekt-)Umweltverträglichkeitsprüfung (UVP) zu sehen. Die UVP wurde ebenfalls durch eine EG-Richtlinie vorgegeben, und zwar durch die – mittlerweile mehrfach, zuletzt durch die Öffentlichkeitsbeteiligungsrichtlinie (2003/35/EG) geänderte – UVP-Richtlinie (85/337/EWG).
Die UVP-Richtlinie sieht vor, dass die Umweltauswirkungen von Projekten vor ihrer Zulassung (Genehmigung etc.) zu ermitteln und prüfen sind. Sie sieht aber auch nur vor, dass sie im Verfahren zu prüfen sind; sie gibt keine materiellen Standards vor, wonach irgendwelche Auswirkungen eine bestimmte Reaktion erfordern (ganz anders als z. B. die FFH-Richtlinie und die Vogelschutzrichtlinie). In Deutschland wurde die UVP-Richtlinie insbesondere durch das Gesetz über die Umweltverträglichkeitsprüfung (UVPG) umgesetzt; für die Bauleitplanung erfolgte eine Umsetzung im Baugesetzbuch (BauGB).
Die UVP setzt erst auf Projekt(zulassungs)ebene (= Ebene der behördlichen Genehmigung des Einzelvorhabens, z. B. einer Chemiefabrik) an. An welchen Orten aber Projekte mit erheblichen Umweltauswirkungen verwirklicht werden können und sollen, wird im Regelfall schon in einem der Projektzulassung vorgelagerten Planungsverfahren (z. B. Bauleitplanung, Verkehrsplanung) abschließend determiniert. Da die zu erwartenden Umweltauswirkungen eines Projekts in ganz erheblicher Weise von dem Standort abhängen, wo das Einzelvorhaben verwirklicht werden soll (z. B. sind die Auswirkungen eines Pharmabetriebs in einem Wald- und Seengebiet sicherlich anders als in einer innerstädtischen Brachfläche nahe dem Bahnhof), und diese Standortentscheidung schon auf Planebene, nicht aber erst auf Projektebene erfolgt, hat sich der deutsche Gesetzgeber bereits vor Erlass der SUP-Richtlinie dazu entschieden, z. B. bestimmte Bebauungspläne der UVP zu unterwerfen, da es – vereinfacht gesagt – auf Projektebene letztlich zu spät ist, die Umweltauswirkungen der beabsichtigten Projekte zu prüfen.
Auch die EG hat dies so gesehen – vor allem nach Inkrafttreten der Aarhus-Konvention und der sog. Espoo-Konvention über die Umweltauswirkungen im grenzüberschreitenden Kontext Convention on Environmental Impact Assessment in a Transboundary Context (Espoo, 1991) – the Espoo (EIA) Convention, die die Grundlagen für die Einführung der SUP gelegt hat. Dem voraus gingen Überlegungen aus der Regionalentwicklung/Flächenplanung, die 1981 das U.S. Housing and Urban Development Department (HUD) gelegt hat, als es 1981 das area-wide impact assessment guidebook publizierte.
Deshalb wurde mit der SUP-Richtlinie allgemein der Rahmen dafür geschaffen, schon auf Ebene der Pläne und Programme „strategisch vorausschauend“ die Umweltauswirkungen zu prüfen, die durch die geplanten Projekte entstehen können, wobei die Auswirkungen, die auf Planebene geprüft wurden, nicht mehr in der UVP zu prüfen sind (sog. Abschichtung). Umgekehrt ist es übrigens auch möglich die Prüfung der Umweltauswirkungen von der SUP auf die UVP zu verlagern (Beispiel: Im Bebauungsplan wird eine Chemiefabrik ermöglicht, der Standort wird in der SUP geprüft, die Auswirkungen der verwendeten Chemikalien erst auf Projektzulassungsebene). Diese Abschichtung „nach oben“ und „nach unten“ ist ohne weiteres möglich, denn SUP und UVP haben die gleiche Zielrichtung und sind daher als eine einheitliche Prüfung zu betrachten.
Die EU (damals noch die Europäische Gemeinschaft) hat die SUP durch die SUP-Richtlinie (2001/42/EG) angeordnet. Richtlinien sind durch den Erlass eigener gesetzlicher Bestimmungen von den Mitgliedstaaten der Union (ggf. auch separat für die Sektoren wie z. B. im Bereich der Bauleitplanung) umzusetzen. Bis zum 20./21. Juli 2004 sollte die Richtlinie umgesetzt werden.

## Struktur der SUP
Der Fokus der SUP liegt auf Plänen und Programmen, aber auch Politiken, wobei letztere nicht explizit in der SUP-Richtlinie genannt werden. Die Struktur lehnt sich an die der UVP an, d. h., es gibt folgende Phasen:
- Feststellung der SUP-Pflichtigkeit, ggf. Vorprüfung des Einzelfalls (Screening); Bauleitpläne sind grundsätzlich SUP-pflichtig
- Abgrenzung des Prüfumfangs, Festlegung des Detaillierungsgrads und Ermittlung von Randbedingungen (Scoping)
- Erhebung und Bewertung des Ist-Zustandes (Umweltzustand inklusive bestehender Belastungen)
- Ermittlung und Dokumentation der (voraussichtlich erheblichen) Umweltauswirkungen in einem Bericht (§ 40 UVPG)
- Information und ggf. Konsultation der Behörden und der Öffentlichkeit, Möglichkeit zur Stellungnahme. Dazu gehört auch die allgemeinverständliche Zusammenfassung, die das Ziel hat, den Plan und seine Umweltauswirkungen in einem für Nichtfachleute verständlichen Text darzustellen.
- Nicht: Entscheidungsfindung. Die SUP hat lediglich das Ziel, Verantwortliche und die Öffentlichkeit über die voraussichtlichen Folgen von Plänen und Programmen für die Umwelt zu informieren; die Entscheidung über den Plan selbst bzw. über Kompensationsmaßnahmen unterliegt vollständig der Abwägung, also dem politischen Entscheidungsprozess über den Plan.
- Überwachung der erheblichen Auswirkungen auf die Umwelt nach seiner Umsetzung (Monitoring)

Nach der SUP-Richtlinie werden neben den Auswirkungen auf die natürliche Umwelt einschließlich des Menschen auch solche auf materielle Werte und archäologische Fundorte untersucht.

## Umsetzung
Nachdem die Umsetzung der SUP-Richtlinie mit dem Jahr 2007 europaweit annähernd abgeschlossen war, wurde die Anwendung und Effektivität durch die Europäische Kommission 2009 überprüft. Zwar hatten alle Mitgliedsstaaten ein umfangreiches UVP-System eingeführt. Zu den notwendigen Verbesserungen gehören jedoch Fragen wie die Entscheidung, ob eine UVP stattfinden soll, die für bestimmte Vorhaben im Ermessen der Mitgliedstaaten steht oder die Qualität von UVP-Unterlagen, die die Projektträger vorzulegen haben. Nach Art. 12 Abs. 3 SUP-RL hat die EU-Kommission alle sieben Jahre erneut dem Europäischen Parlament und dem Rat einen Evaluierungsbericht über die Anwendung und Wirksamkeit der Richtlinie vorzulegen.
In Deutschland erfolgte die Umsetzung zum einen durch das Gesetz über die Strategische Umweltprüfung (SUPG), das das UVPG ergänzt hat (Gesetz vom 24. Juni 2005; in Kraft seit dem 29. Juni 2005 – BGBl. I S. 1746), und durch das Europarechtsanpassungsgesetz Bau (EAG Bau), das die SUP für die Bauleitplanung in das Baugesetzbuch (dort als sog. „Umweltprüfung (UP)“) integriert hat (von 24. Juni 2004; in Kraft seit dem 20. Juli 2004 – BGBl. I S. 1359).